# Why’d You Only Call Me When You’re High?
«Why’d You Only Call Me When You’re High?» — песня британской инди-рок-группы Arctic Monkeys, выпущенная 10 августа 2013 года как третий сингл с их пятого студийного альбома AM в цифровом и CD-форматах.
29 июля 2013 года, за две недели до выхода сингла, песня просочилась в сеть и была доступна на YouTube и в других социальных сетях.
Релиз на виниле состоится 2 сентября 2013 года, где в качестве би-сайда будет представлена композиция «Stop the World I Wanna Get Off With You».

## Музыкальный клип
Музыкальный клип к песне, срежиссированный Набилем Элдеркином, был представлен на YouTube в день релиза сингла, 11 августа 2013 года.

## Список композиций
Все тексты написаны Алексом Тёрнером, вся музыка написана Arctic Monkeys.
| №  | Название                                   | Длительность |
| -- | ------------------------------------------ | ------------ |
| 1. | «Why’d You Only Call Me When You’re High?» | 2:41         |

| №  | Название                                   | Длительность |
| -- | ------------------------------------------ | ------------ |
| 1. | «Why’d You Only Call Me When You’re High?» | 2:41         |
| 2. | «Stop the World I Wanna Get Off With You»  | 3:11         |

## Хронология выпуска
| Страна         | Дата            | Лейбл  | Форматы | П           |
| -------------- | --------------- | ------ | ------- | ----------- |
| Великобритания | 11 августа 2013 | Domino | CD, ЦД  | [ 4 ] [ 5 ] |
| Великобритания | 2 сентября 2013 | Domino | 7"      | [ 2 ]       |

## Чарты
| Чарт                    | Позиция |
| ----------------------- | ------- |
| Irish Singles Chart     | 33      |
| iTunes UK Singles Chart | 5       |
| Scottish Singles Chart  | 7       |
| UK Indie Chart          | 1       |
| UK Singles Chart        | 8       |
| Ultratop                | 75      |